# Anticarsia prona
Anticarsia prona là một loài bướm đêm trong họ Erebidae.